# Principio di differenziazione
Il principio di differenziazione, nel campo del diritto amministrativo, stabilisce che nell'attribuzione di una funzione amministrativa ai diversi livelli di enti di governo (comuni-province-città metropolitane-regioni-stato) si debbano considerare le caratteristiche relative alle rispettive capacità di governo degli enti amministrativi riceventi; queste sono caratteristiche demografiche, territoriali, associative, strutturali che possono variare anche in misura notevole nella realtà del paese.
Il principio di differenziazione è citato nell'ordinamento italiano all'art. 118 della Costituzione, così come rinnovato dalla Legge Costituzionale 3/2001 per la Riforma del Titolo V della Costituzione, unitariamente al principio di sussidiarietà e al principio di adeguatezza. Il principio di sussidiarietà fu già introdotto dalla L. 59/1997 (Legge Bassanini).